# Euplectes axillaris
Euplectes axillaris là một loài chim trong họ Ploceidae.

## Hình ảnh

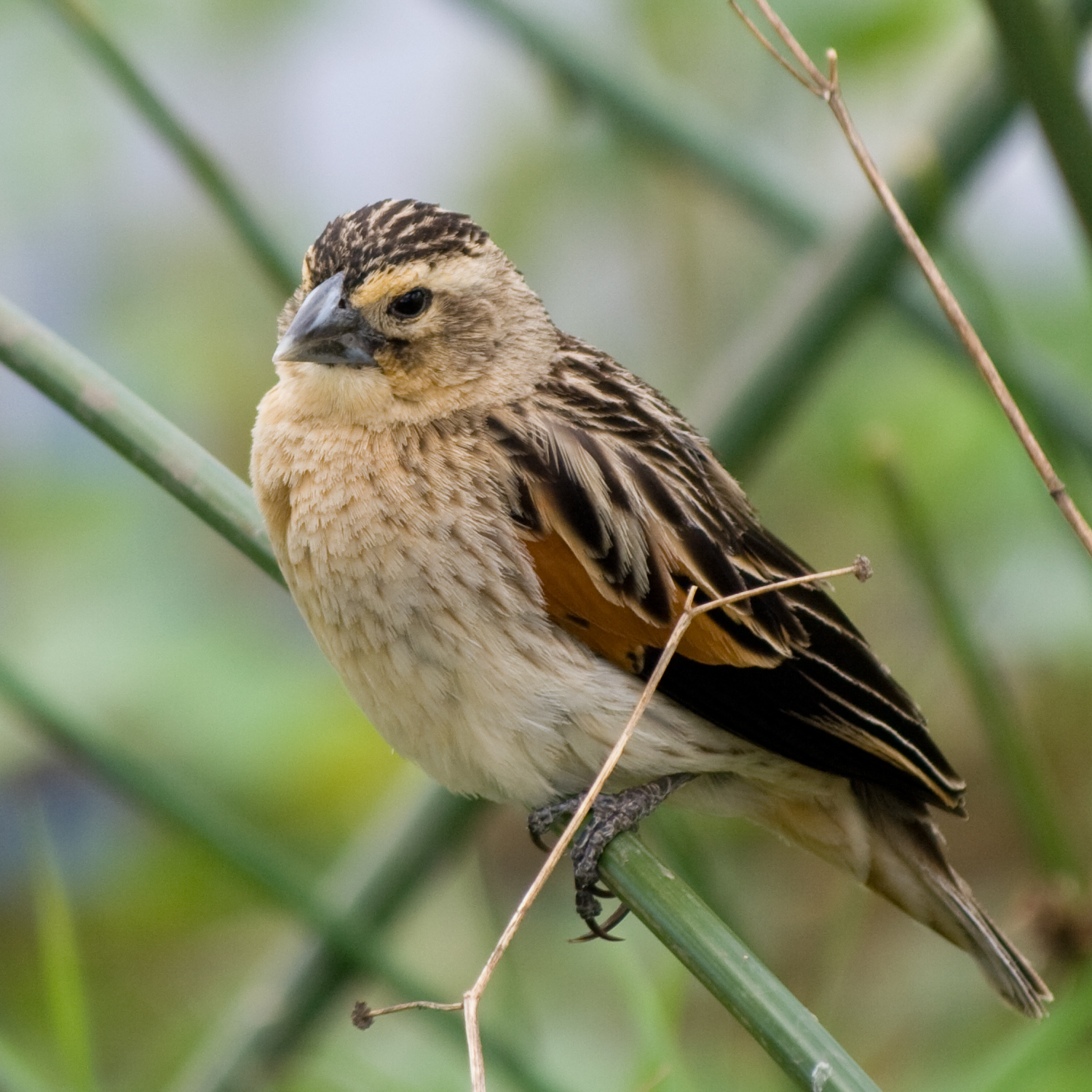
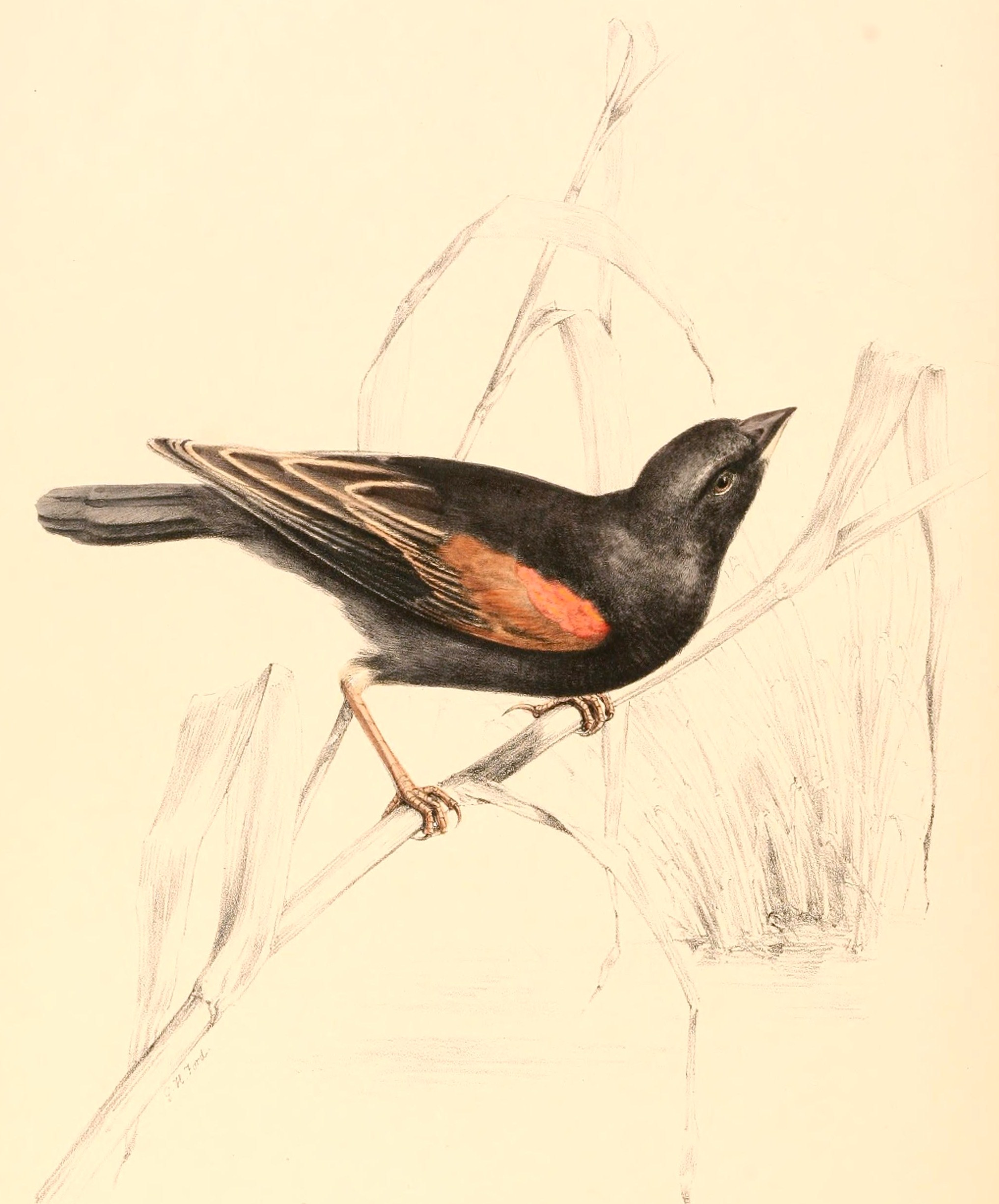